# Roskilde Festival 2018
Roskilde Festival 2018 var en dansk musikfestival, der blev afholdt fra lørdag den 30. juni til lørdag d. 7 juli.
Koncerten med Eminem var angiveligt den mest besøgte koncert i festivalens historie med estimeret 100.000 publikummer.

## Optrædende
Blandt de optrædende var
- Cardi B (US) - 4. juli
- Khalid (US) - 5. juli
- Eminem (US) - 4. juli
- Bruno Mars (US) - 5. juli
- St. Vincent (US) - 4. juli
- Odesza (US) - 6. juli
- Alex Vargas (DK)
- Boris & Merzbow (JP) - 5. juli
- Cezinando (NO)
- Descendents (US) - 6. juli
- Heilung (INT) - 5. juli
- Kokoko (CD) - 7. juli
- Lekhfa (EG)
- The Minds of 99 (DK)
- Nathan Fake (UK)
- Palm (US)
- Preoccupations (CA) - 5. juli
- (Sandy) Alex G (US)
- Veto (DK)